# Уррутия, Ильма
И́льма Хулие́та Урру́тия Ча́нг (исп. Ilma Julieta Urrutia Chang; род. 9 июля 1962, Хутьяпа) — гватемальская модель, участница конкурса «Мисс Вселенная 1984» и победительница конкурса красоты «Мисс Интернешнл 1984».

## Биография
Ильма Уррутия родилась 9 июля 1962 года в Хутьяпе (департамент Хутьяпа).
30 мая 1984 года после победы на национальном конкурсе красоты Ильма коронована как «Мисс Гватемала». В том же году она принимала участие на конкурсе «Мисс Вселенная 1984» и по его итогам вошла в топ-10, что стало одним из лучших результатов Гватемалы на «Мисс Вселенная» и она стала второй гватемалкой после Марии Дель Росарио Молины, которая добилась этого достижения на «Мисс Вселенная 1955».
Благодаря успешному выступлению на «Мисс Вселенная», Ильма представляла Гватемалу на «Мисс Интернешнл 1984» и стала его победительницей. Она стала первой и единственной на данный момент представительницей Гватемалы, выигравшей этот конкурс.
После победы в конкурсе Ильма оставила деятельность и вышла замуж — в браке родились сын и дочь. Она занимается скульптурой, изготавливая свои работы из смолы и камня. В качестве члена жюри она продолжает участвовать в различных конкурсах красоты.